# Кушербаев, Айтбай Кушербаевич
Айтбай Кушербаевич Кушербаев (каз. Айтбай Көшербайұлы Көшербаев; до 2016 года Айтбай Елеуович Кушербаев 21 августа 1953, Казалы, Кзыл-Ординская область, Казахская ССР) — казахстанский государственный деятель. Почётный гражданин города Кызылорда, Аральского, Казалинского и Сырдарьинского районов.

## Биография
Кушербаев Айтбай Елеуович (Кушербаевич) родился 21 августа 1953 года в городе Казалы Кызылординской области. По национальности казах. Происходит из подрода жакайым рода шекты племени Алимулы, .

### Образование
В 1975 году с отличием окончил Жамбылский гидромелиоративно-строительный институт по специальности инженер-гидротехник.

### Трудовая деятельность
Трудовую деятельность начал в 1975 году мастером в передвижной механической колонне №33 треста «Кызылордаводстрой».
С 1975 по 1989 годы работал мастером, прорабом, руководителем отдела, главным инженером в передвижной мехколонне №33, №30 треста «Кызылордаводстрой». 
Затем был назначен на должность заместителя управляющего трестом, главного инженера, директора Дирекции производственных предприятий. 
С 1989 по 1992 годы работал инструктором Кызылординского обкома партии, вторым секретарем Теренозекского райкома партии, заместителем председателя райисполкома.
С 1992 по 1996 годы - директор совхоза С.Сейфуллина Теренозекского района.
С 1996 по 1999 годы - советник акима Кызылординской области.
С 1999 по 2002 годы - аким Аральского района.
В 2002-2005 годах работал главным инженером проекта Комитета по водным ресурсам РК «Регулирование русла Сырдарьи, сохранение Северного Аральского моря». Курировал строительство плотины «Кокарал» – гидроузла «Аклак», строительство гидроузлов «Айтек» и реконструкцию гидроузла «Басыкара» в Казалинске. 
В мае 2005 года назначен акимом города Кызылорда.
В 2005-2007 годах - заместитель акима Кызылординской области.
В 2007-2011 годах - аким Казалинского района. 
В 2011-2012 годах - начальник областного управления природных ресурсов и регулирования природопользования. 
В 2012-2019 годах - заместитель генерального директора ТОО «СП «КазГерМунай».

## Научная деятельность
В 1999 году защитил диссертацию на соискание учёной степени кандидата технических наук по теме «Пути улучшения экологического состояния Северной части Аральского моря». Кандидат технических наук.

## Награды
Кавалер ордена "Құрмет" (2007). Почетный гражданин Казалинского, Аральского районов и города Кызылорда.

## Семья
Дедушка Кушербай Дарибаев - знатный коневод Приаралья, Герой Социалистического Труда (1949).
Отец Елеу Кушербайулы Кушербаев - государственный и общественный деятель. Под его личным руководством в 18 км от Жосалы был установлен мемориал Коркыт Ата.
Братья - Кушербаев Крымбек Елеуович (20.05.1955) экс-Государственный секретарь Республики Казахстан, Кушербаев Жомарт Елеуович (23.10.1958) председатель правления Консорциума «Юнион Энерджи».